# 昂斯诺县
昂斯诺县，一译安斯努县，是柬埔寨干丹省下辖的一个县。柬埔寨华人称其为安厝符县。
据1998年人口普查，此县共有88,921人。